# Orchid in the Storm
| Recensione | Giudizio |
| ---------- | -------- |
| AllMusic   | [ 1 ]    |

Orchid in the Storm è il terzo album discografico solista di Aaron Neville, pubblicato dall'etichetta discografica Passport Records nel 1985.

## Tracce
Lato A
1. Pledging My Love – 3:38 (Ferdinand Washington, Don Robey)
2. For Your Precious Love – 3:56 (Arthur Brooks, Richard Brooks, Jerry Butler)

Lato B
1. The Ten Commandments of Love – 3:41 (Marshall Paul)
2. Medley with Art Neville – 4:32 (a) Gene Forrest, Eunice Levy b) Robert Carr, Johnny Mitchell, Hy Weiss)
3. Earth Angel – 3:55 (Gaynel Hodge, Curtis Williams, Jesse Belvin)

Edizione CD del 2002, pubblicato dalla Hyena Records (TMF 9306)
1. Pledging My Love – 3:38 (Ferdinand Washington, Don Robey)
2. For Your Precious Love – 3:56 (Arthur Brooks, Richard Brooks, Jerry Butler)
3. The Ten Commandments of Love – 3:41 (Marshall Paul)
4. Medley with Art Neville – 4:32 (a) Gene Forrest, Eunice Levy b) Robert Carr, Johnny Mitchell, Hy Weiss)
5. Earth Angel – 3:55 (Gaynel Hodge, Curtis Williams, Jesse Belvin)
6. Mona Lisa (dedicated to Bette Midler) – 3:46 (Jay Livingston, Ray Evans) – Bonus Track
7. Save the Last Dance for Me – 3:57 (Mort Shuman, Doc Pomus) – Bonus Track
8. Warm Your Heart – 3:50 (Tom Dowd, Ahmet Ertegün, Jerry Wexler) – Bonus Track
9. Mickey Mouse March – 2:41 (Jimmie Dodd) – Bonus Track

- Brano Mona Lisa prodotto da Joel Dorn
- Brano Save the Last Dance for Me prodotto da Joel Dorn (Will Bratton Associate Producer)
- Brano Warm Your Heart prodottoe da Linda Ronstadt e George Massenborg
- Brano Mickey Mouse March prodottoe da Joel Dorn e Hal Willner

## Musicisti
- Aaron Neville - voce solista, tastiere
- Aaron Neville - accompagnamento vocale, cori (brano: For Your Precious Love)
- Sam Henry - tastiere
- Renard Poche - chitarra
- David Barrard - basso
- Herman Ernest - batteria

Altri musicisti
- Wardell Quezergue - arrangiamenti, conduttore musicale
- David ''Fathead'' Newman - sassofono tenore (brano: Pledging My Love)
- Cyril Neville - accompagnamento vocale, cori (brano: For Your Precious Love)
- Art Neville - accompagnamento vocale, cori (brani: For Your Precious Love, This Is My Story e We Belong Together)
- Daryl Johnson - accompagnamento vocale, cori (brano: For Your Precious Love)
- Terry Manuel - accompagnamento vocale, cori (brano: For Your Precious Love)

Note aggiuntive
- Joel Dorn - produttore (per la Acorn/Friday Night Productions)
- David Dorn - produttore associato
- Registrato al Ultra Sonic Studios di New Orleans, Louisiana (Stati Uniti)
- Remixaggio effettuato al Hit Factory ed al Big Apple Studios di New York
- Gene Paul - ingegnere delle registrazioni e del remixaggio
- Myron Wasserman - design copertina, illustrazione, dipinti e art direction (basata su una fotografia in bianco e nero di David Gahr)
- Edward Matalon - fotografia copertina album
- Ringraziamenti speciali a: Susan Segal (Picture That, Inc.)
- Sentiti ringraziamenti speciali a: Sarah Vogt, Ted Wasserman, Richard Marencic[2]